# Lichoslawl
Lichoslawl (russisch Лихославль) ist eine Stadt in der Oblast Twer (Russland) mit 12.257 Einwohnern (Stand 14. Oktober 2010).

## Geografie
Die Stadt liegt am Rand des Lichoslawler Höhenzuges etwa 40 Kilometer nordwestlich der Oblasthauptstadt Twer.
Lichoslawl ist Verwaltungszentrum des gleichnamigen Rajons.
Die Stadt liegt an der 1851 eröffneten Bahnstrecke Sankt Petersburg–Moskau, der ehemaligen Nikolaibahn (Streckenkilometer 441), von der hier eine Strecke über Torschok und Rschew nach Wjasma abzweigt.

## Geschichte
An Stelle der heutigen Stadt ist seit 1624 ein Dorf Ostaschkowo bekannt. Ein Dorf namens Lichoslawl wurde erstmals zu Beginn des 19. Jahrhunderts urkundlich erwähnt
Die Orte nahmen einen wirtschaftlichen Aufschwung mit der Herausbildung eines Eisenbahnknotenpunktes durch die Eröffnung der beiden Bahnstrecken 1851 und 1870. Eine größere Stationssiedlung bildete sich heraus.
1925 wurden Dorf und Stationssiedlung zur Stadt Lichoslawl vereinigt. Von 1937 bis 1939 war sie Verwaltungszentrum eines Karelischen Nationalkreises im Bestand der Oblast Twer.

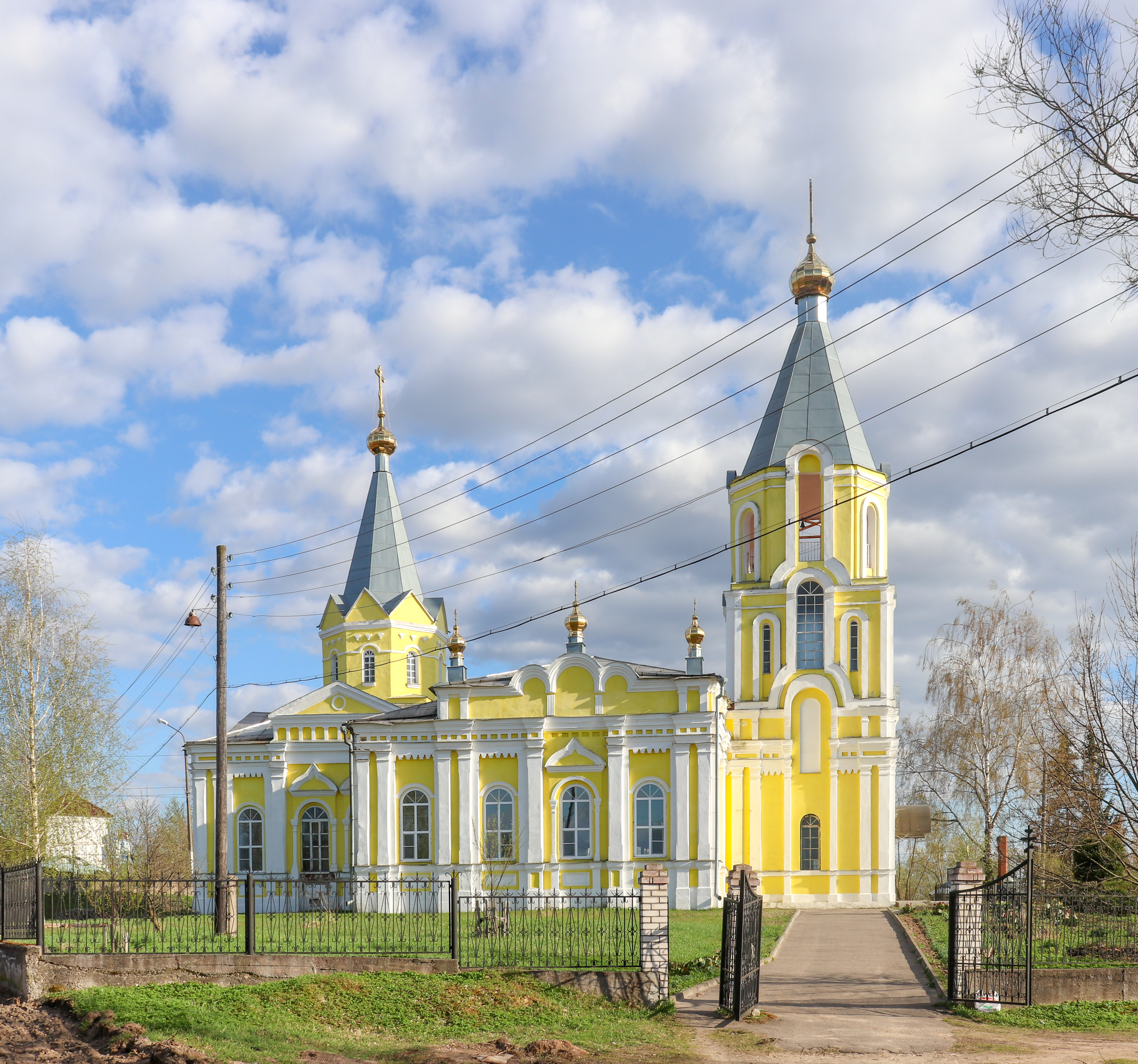
Mariä-Entschlafens-Kirche
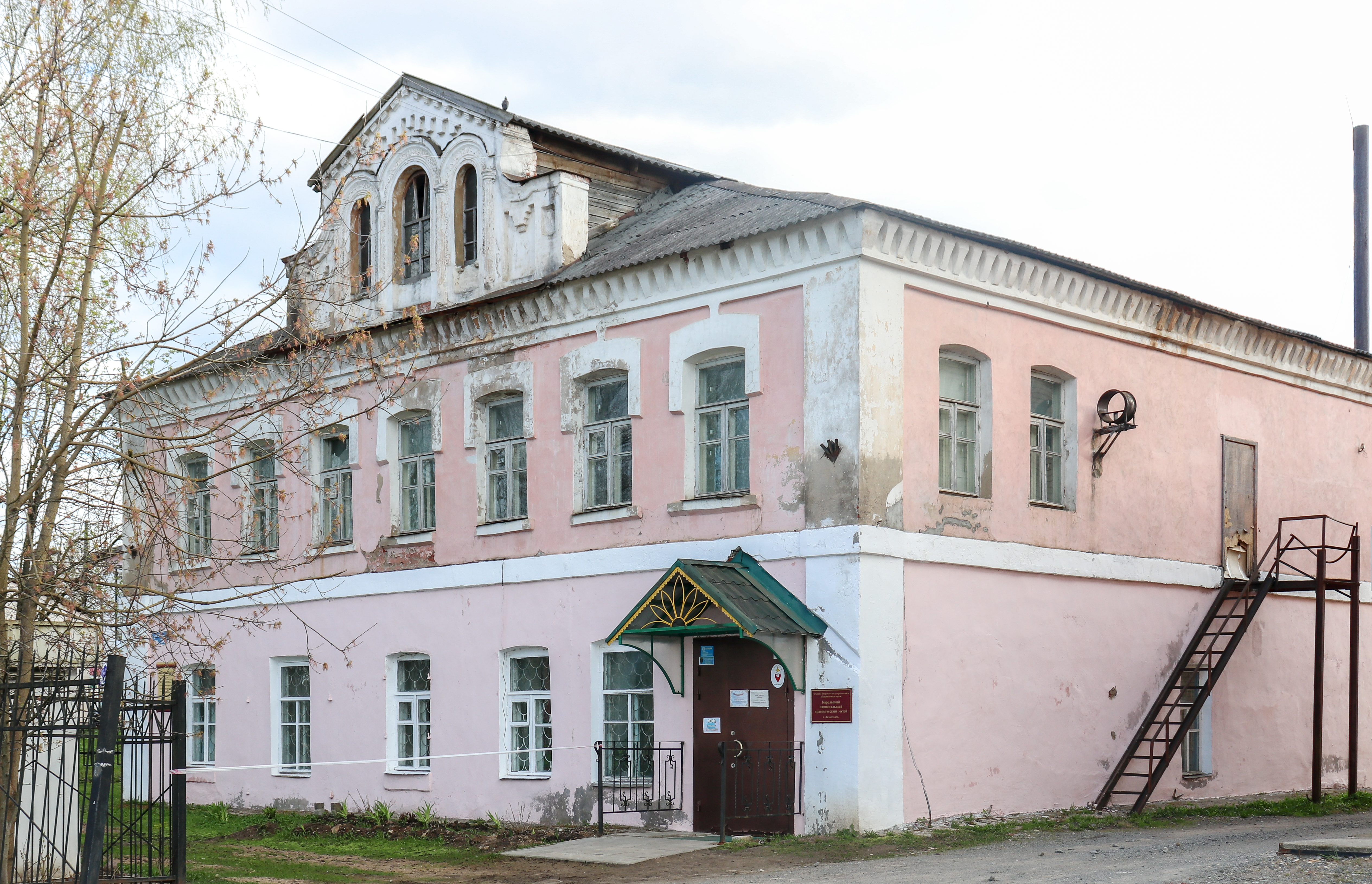
Heimatmuseum
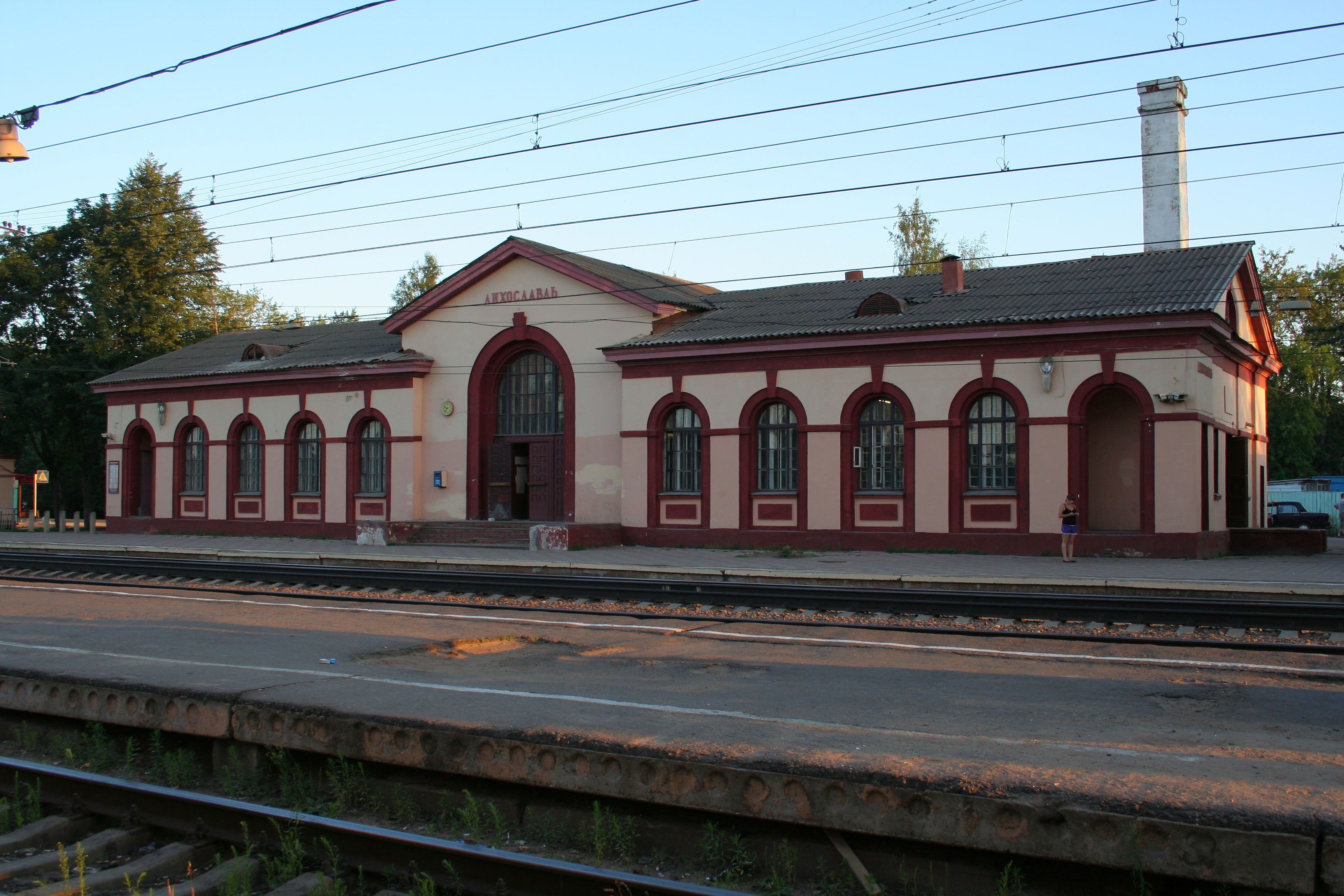
Bahnhof Lichoslawl

### Bevölkerungsentwicklung
| Jahr | Einwohner |
| ---- | --------- |
| 1939 | 7.666     |
| 1959 | 9.470     |
| 1970 | 11.709    |
| 1979 | 12.832    |
| 1989 | 13.449    |
| 2002 | 12.515    |
| 2010 | 12.257    |

Anmerkung: Volkszählungsdaten

## Kultur und Sehenswürdigkeiten
Die Stadt besitzt ein Heimatmuseum.

## Wirtschaft
In Lichoslawl gibt einen Zulieferbetrieb der Autoindustrie (Kühler und Heizungen), eine Fabrik für Beleuchtungstechnik sowie Betriebe der Textil- und Lebensmittelindustrie.